# Frederick Henry Ambrose Scrivener
Pour les articles homonymes, voir Scrivener.
Le révérend Frederick Henry Ambrose Scrivener, LL.D. (29 septembre 1813, Bermondsey, Surrey – 30 octobre 1891, Hendon, Middlesex) est un prêtre anglican, bibliste et théologien important. Il est membre du Comité de révision du nouveau testament anglais qui produit la Version anglaise révisée de la Bible (1885). 

## Biographie
Diplômé de Trinity College à Cambridge en 1835 après des études préparatoires au séminaire de Southwark, il enseigne d'abord les lettres classiques dans diverses écoles du Wessex, avant de prendre en 1846 la direction du collège de Falmouth et le poste de recteur de Gerrans.
Il accède à la notoriété par son édition du Codex Bezae, succès qui lui permet de poursuivre par d'autres éditions critiques du Nouveau Testament, et l'édition comparée du Codex Sinaiticus avec le Textus Receptus. Partisan du Texte byzantin (dit « majoritaire ») plutôt que des manuscrits postérieurs pour les traductions de la Bible , il fut le premier à relever les interpolations du Textus Receptus ; Scrivener a par la suite recensé tous les écarts entre le Textus Receptus et les éditions de Robert Estienne (1550), de Théodore de Bèze (1565) et d'Elzevier (1633) : ils l'ont conduit à douter de l'authenticité de péricopes comme l'agonie de Jésus-Christ au Jardin des Oliviers (Mt. 16:2b–3) et Jésus et la femme adultère (Jean 5:3.4). 
En reconnaissance de ses travaux d'érudition et de sa contribution à la critique textuelle, la Couronne lui octroie une pension civile en 1872, et deux ans plus tard il est nommé prébendier d'Exeter, et vicaire d'Hendon.